# Перляж

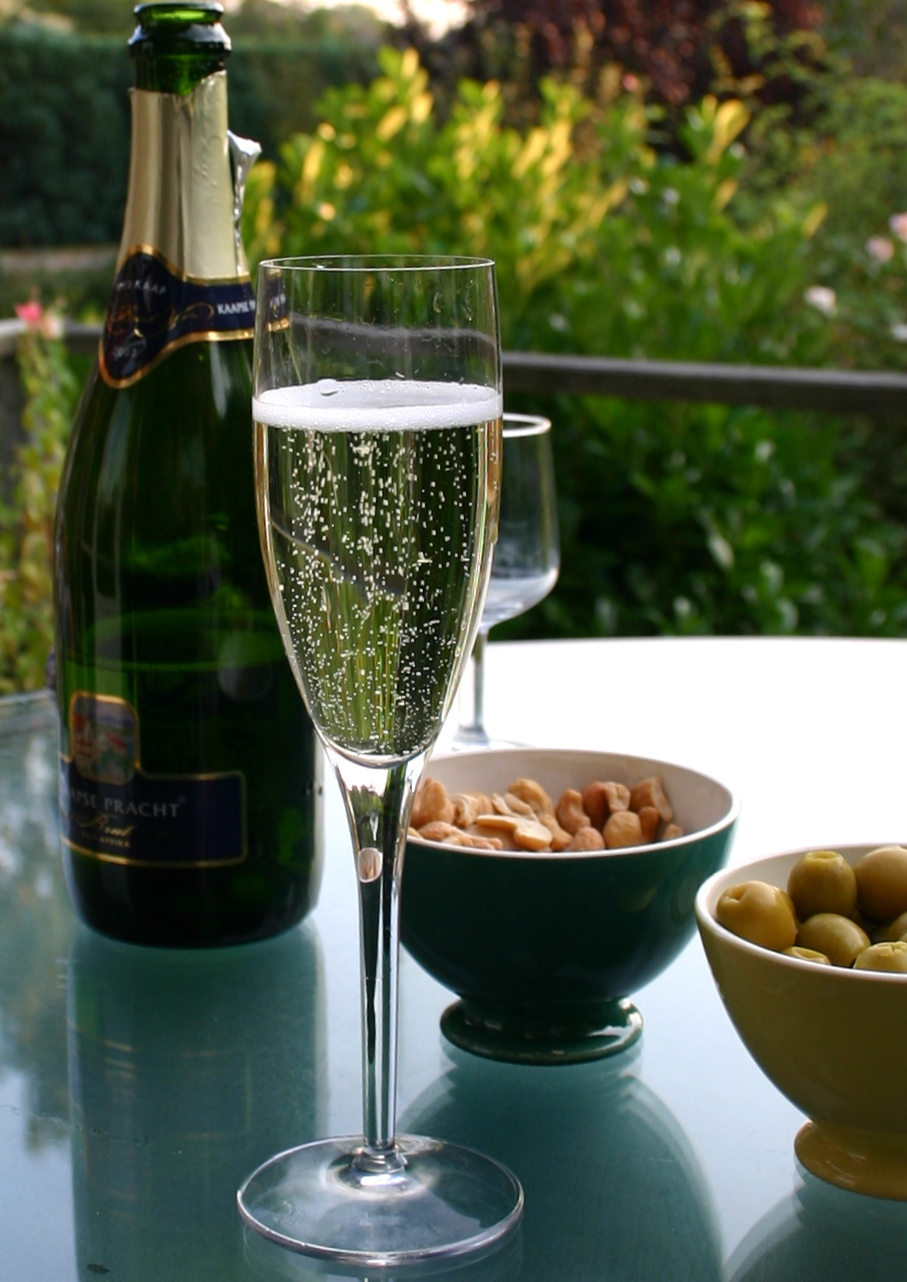
Перляж у келисі шампанського

Перляж (фр. perlage, від фр. perle — «перли») — термін у виноробстві, який характеризує інтенсивність та розмір бульбашок вуглекислого газу, які виділяються після наливання ігристого вина у келих. Є важливим параметром для оцінки якості ігристих вин. У високоякісних винах (шампанське, франчакорта) бульбашки газу дрібного розміру та можуть виділятись тривалий час. 

## Фізика процесу
Ігристі вина у закритій пляшці перенасичені вуглекислим газом, тиск якого перевищує 3 атмосфери. Після наливання такого вина у келих газ розширюється і виникають бульбашки. Вони виникають там, де поверхня келиху має мікродефекти або частинки пилу. Під ними у келисі утворюються повітряні кишені, які стають центрами утворення бульбашок. Вуглекислий газ концентрується у такій кишені доки не утворюється бульбашка, яка починає підійматись в гору та збільшуватись у розмірах, оскільки в ній продовжує накопичуватись газ. Після цього процес у повітряній кишені повторюється. Так з бульбашок утворюються ланцюжки.